# 아시베쓰역
아시베쓰역(일본어: 芦別駅)은 일본 홋카이도 아시베쓰시에 있는 홋카이도 여객철도 네무로 본선의 역이다. 역 번호는 T26이며, 상대식 승강장 2면 2선의 구조를 지닌 지상역이다.

## 역 주변
- 국도 제38호선 · 국도 제452호선
- 아시베쓰 시청
- 호쿠몬 신용금고 · 호쿠요 은행 · 홋카이도 은행 아시베쓰 지점
- 다키카와 농업협동조합 (JA 다키카와) 아시베쓰 추오지점
- 닛폰 통운 아시베쓰 영업센터
- 아사히가오카 공원
- 아시베쓰 시 소방본부 · 아시베쓰 소방서
- 아시베쓰 스키장

## 역사
- 1913년 11월 10일 : 시모아시베쓰역(일본어: 下芦別駅)으로서 개업.
- 1987년 4월 1일 : 민영화에 의해, 홋카이도 여객철도로 이관.
- 2016년 3월 26일: 다이어 개정에 따라 간이 위탁역이 됨.

## 인접 정차역
| 홋카이도 여객철도 네무로 본선 | 홋카이도 여객철도 네무로 본선 | 홋카이도 여객철도 네무로 본선 |
| ----------------------------- | ----------------------------- | ----------------------------- |
| T25 히라기시 다키카와 방면    | 네무로 본선                   | 가미아시베쓰 T27 신토쿠 방면  |